# Euryproctus inferus
Euryproctus inferus là một loài tò vò trong họ Ichneumonidae.